# VII Korpus Armijny (Cesarstwo Niemieckie)

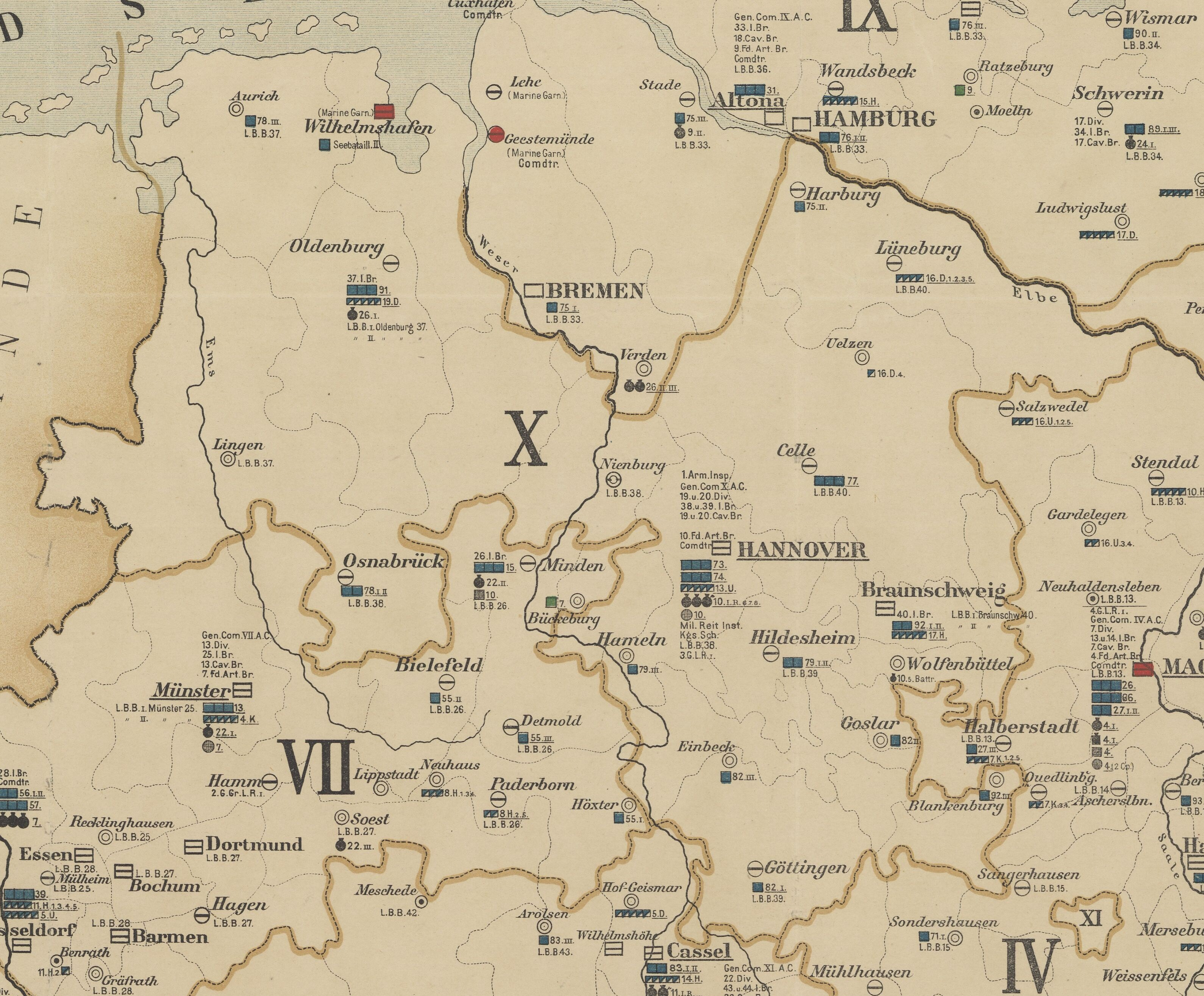
Zasięg i garnizony korpusu w 1890

VII Korpus Armijny  (niem. VII. Armee-Korps)  – wyższy związek taktyczny Armii Cesarstwa Niemieckiego. 

## Charakterystyka
29 czerwca 1912 armię niemiecką zorganizowano w 25 korpusów prowadzących rekrutację na terenach 22 terytorialnych okręgów korpuśnych. Każdy korpus tworzyły dwie dywizje piechoty, zwykle o kolejnych numerach. Korpusy zgrupowane były w osiem inspekcji armii. Barwą VII KA był błękitny.
W sierpniu 1914 rozwinięto w Niemczech do etatów wojennych związki operacyjne (armie). W skład 2 Armii wszedł między innymi VII Korpus Armijny. W I wojnie światowej walczył na froncie zachodnim.
Korpus na stopie wojennej początkowo składał się ze sztabu korpusu, oddziałów korpuśnych i dwóch dywizji piechoty. Jednak wojna pozycyjna wymusiła bardziej płynną organizację korpusów, która umożliwiałaby przerzucanie nawet do sześciu dywizji na odcinki korpusów znajdujących się na głównym wysiłku obrony. Reformę tę sformalizowano w grudniu 1916, a Korpus od tej pory traktowano jako tymczasowe zgrupowanie poszczególnych dywizji.

## Struktura organizacyjna
Skład od 2 VIII 1914 do 20 IX 1915:
- dowództwo korpusu
- 13 Dywizja Piechoty
- 14 Dywizja Piechoty

## Dowódcy korpusu
| Stopień           | Imię i nazwisko                  | Okres (od)   |
| ----------------- | -------------------------------- | ------------ |
| generał lejtnant  | Johann von Thielmann             | 30 X 1815    |
| generał lejtnant  | Philipp von Luck und Witten      | 3 IV 1820    |
| generał lejtnant  | Heinrich Wilhelm von Horn        | 24 V 1820    |
| generał lejtnant  | Karl von Müffling                | 28 XI 1829   |
| generał piechoty  | Ernst von Pfuel                  | 30 III 1837  |
| generał piechoty  | Karl von der Gröben              | 2 III 1848   |
| generał kawalerii | Ludwig von Schreckenstein        | 2 VI 1853    |
| generał lejtnant  | Eduard von Bonin                 | 3 VI 1858    |
| generał kawalerii | Karol Antoni Hohenzollern        | 6 XI 1858    |
| generał piechoty  | Eberhard Herwarth von Bittenfeld | 20 I 1860    |
| generał piechoty  | Eduard Vogel von Falckenstein    | 21 XI 1864   |
| generał piechoty  | Heinrich von Zastrow             | 30 X 1866    |
| generał lejtnant  | Wilhelm zu Stolberg-Wernigerode  | 5 IX 1871    |
| generał piechoty  | Carl Friedrich von Witzendorff   | 15 IV 1882   |
| generał kawalerii | Emil von Albedyll                | 7 VIII 1888  |
| generał piechoty  | Robert von Goetze                | 3 VI 1893    |
| generał piechoty  | Viktor von Mikusch-Buchberg      | 5 IV 1898    |
| generał lejtnant  | Ernst Freiherr von Bülow         | 27 I 1900    |
| generał lejtnant  | Moritz von Bissing               | 18 V 1901    |
| generał kawalerii | Friedrich von Bernhardi          | 12 XII1907   |
| generał kawalerii | Karl von Einem                   | 11 VIII 1909 |
| generał piechoty  | Eberhard von Claer               | 16 X 1914    |
| generał piechoty  | Hermann von François             | 29 VI 1915   |
| generał lejtnant  | Wilhelm von Woyna                | 6 VII 1918   |